# باینازاروو
باینازاروو (انگلیسی: Baynazarovo) یک شهرک در شهرستان بورزیانسکی باشقیرستان کشور روسیه است.